# 함안도서관
함안도서관은 경상남도 함안군 가야읍 말산리 소재의 도서관이다.

## 연혁
- 1989년 12. 22. 함안 군립도서관 설치조례 공포.
- 1990년 08. 10. 도서관 건물 준공.
- 1990년 12. 21. 함안 군립도서관 개관.
- 1991년 03. 26. 함안도서관으로 명칭 개정.
- 1999년 10. 14. 도서 전산화 작업 완료.
- 2001년 02. 22. 지역평생학습관으로 지정.
- 2004년 03. 17. 디지털자료실 개실.
- 2007년 06. 12. 어린이자료실 개실.
- 2014년 01. 01. 학교도서관지원 제11센터 설치.

## 시설현황
- 3층: 자율학습실, 시청각실, 관장실
- 2층: 종합자료실, 행정실
- 1층: 서고, 어린이자료실, 디지털자료실

## 이용 안내
이용 시간
- 종합자료실, 어린이자료실: 화~토요일 09:00 ~ 18:00 / 일요일 09:00 ~ 17:00
- 디지털자료실: 화~토요일 09:00 ~ 17:30
- 자율학습실: 월요일 09:00 ~ 18:00 / 화~일요일 09:00 ~ 22:00

휴관일
- 매주 월요일
- 국가 지정 공휴일(공휴일이 토·일요일과 겹칠 경우 휴관)
- 기타 관장이 공고한 임시 휴관일